# 长江文明馆
长江文明馆位于湖北省武汉市，是武汉市人民政府联合长江水利委员会、武汉大学共同兴建的集中收藏与展示长江的专题博物馆。

## 历史
2013年11月13日破土动工，2015年9月25日落成开放。馆舍面积3.1万平方米，其中展览面积1.28万平方米。